# خورخي غوزمان (لاعب كرة قدم)
خورخي لويس غوزمان رودريغيز (بالإسبانية: Jorge Luis Guzmán Rodríguez)‏ هو لاعب كرة قدم مكسيكي. يلعب حالياً في نادي أطلس الذي ينشط في الدوري المكسيكي الممتاز.

## وصلات خارجية
- Jorge Guzmán على موقع قاعدة بيانات كرة القدم.إي يو (الإنجليزية)
- Jorge Guzmán على موقع Soccerway.com (الإنجليزية)
- Jorge Guzmán على موقع عالم كرة القدم.نت (الإنجليزية)